# Wundervölker
Als Wundervölker, Fabelvölker oder monströse Völker wurden die in der Antike beschriebenen fremdartigen Völker und monströsen Menschenrassen (lat. monstra) zusammengefasst.

## Einordnung in Zeitgeist und Zeitgeschichte
Quellen des Wissens um die Wundervölker waren unter anderem die Alexanderromane, die „Naturalis historia“ (77 n. Chr.) von Plinius, die „Collectanea rerum memorabilium“ („Gesammelte Denkwürdigkeiten“) von Solinus. Das wichtigste Buch hierzu ist das spätantike Buch „Physiologus“. Auch im Mittelalter wurde das Wissen um die Wundervölker kritiklos übernommen.
Die Wundervölker unterschieden sich in vielerlei Hinsicht von den normalen Menschen. So zeichnen sie sich teils durch einen Überschuss, teils durch einen Mangel an Armen und Beinen, Köpfen und Augen sowie durch die ungewöhnlichen Proportionen einzelner Gliedmaßen oder deren offenkundig falsche Platzierung aus. Sie weisen besondere körperliche Merkmale auf, wie etwa Gliedmaßen, die um ein Vielfaches größer sind, als die normaler Menschen oder denen von Tieren gleichen. Wundervölker unterscheiden sich von gewöhnlichen Menschen in ihrem Wohnort, ihren Bräuchen, ihren sexuellen Gewohnheiten oder ihren Essgewohnheiten.
Die Geschichte der Wundervölker sowie der Glaube an ihre tatsächliche Existenz reicht weit bis in die Antike zurück. Die Wundervölker sind ein typischer Beleg für das traditionsbehaftete Denken im vormodernen Weltbild, das nicht zwischen realistischen und fabulösen Beschreibungen unterschied. Überlieferte Nachrichten wurden nicht einer realistischen Einschätzung unterworfen.
In jüngeren Untersuchungen werden die Berichte über die Wundervölker des Ostens auch als Ausdruck eines (prä-)rassistischen Denkens interpretiert.
Der Begriff der monströsen Völker (Wundervölker) wurde im Mittelalter anders als heute interpretiert, er war auch mit dem Wunderbaren verknüpft. Im Gegensatz zum heutigen Begriff Monster, dem ausschließlich eine negative, erschreckende oder beängstigende Qualität zugeschrieben wird. Nach Jean Céards hatte der Terminus Monster in der Antike drei verschiedene Bedeutungen. Er bezeichnete:
- Fehler der Natur
- von den Göttern gesandte Vorzeichen
- außergewöhnliche fremde Völker

## Vertreter
Zu den Wundervölkern zählen unter anderen:
- Acephale (Kopflose; siehe auch Blemmyer#Mittelalter)
- Amazonen
- Antipoden (Volk) (ihre Füße sind nach hinten gerichtet, weshalb sie nur rückwärts gehen können)
- Arimaspen (Einäugige; Monoculi)
- Astomi (Mundlose)
- Hippomolgi (Pferdemelker; leben nur von Pferdemilch)
- Ichthyophagen (Fischfresser)
- Kynokephale (Hundsköpfige)
- Mantikor (Menschlöwe)
- Panoti (Ohrenmenschen)
- Pygmäen (Mythologie) (ca. 50 cm groß)
- Skiapoden (Einfüßler)
- Troglodyten (Höhlenbewohner)
- Vogelmenschen
- Menschen, die Elefanten überspringen können

Diese Vorstellungen über fremdartige Völker leiteten sich aus der antiken Mythologie her, aus den Fabelwesen des Orients und aus (erfundenen) orientalischen Reiseberichten, insbesondere indischen, und Berichten von Seefahrern. Megasthenes beschrieb Einäugige (Arimaspen) und Mundlose (Astomi), ebensolche Beschreibungen gibt es von Ktesias von Knidos und Skylax. Besonders Indien, über das bis zum Alexanderzug nur wenige zuverlässige Informationen vorlagen, galt den Griechen als ein Wunderland am Rande der Welt. In diversen antiken Werken wurden bezüglich Indien neben zutreffenden Aussagen auch Fabelgeschichten verarbeitet.
In der Vorstellungswelt der Antike über fremdartige Völker wurden Wundervölker und mythisch-märchenhafte oder mythisch-exotische Fabelwesen (Riesen, Zwerge, Drachen, Monster, Ungeheuer) an das Ende der Welt lokalisiert. Sie gehörten zur geglaubten Realität und waren noch bis ins Mittelalter ein fester Bestandteil der Vorstellungswelt. Eine klare Unterscheidung zwischen den vielfältig verwendeten tiermetaphorischeren Beschreibungen der Wundervölker, Waldmenschen, Monster, Meerwunder und monströser Ungeheuer ist nicht immer möglich.
In der Alexanderdichtung (Alexanderroman) wurde den Wundervölkern auf Alexanders Weg nach Indien ein breiter Raum gegeben, sie wurden auf dem Weg dorthin oder in Indien angesiedelt.

## Karten

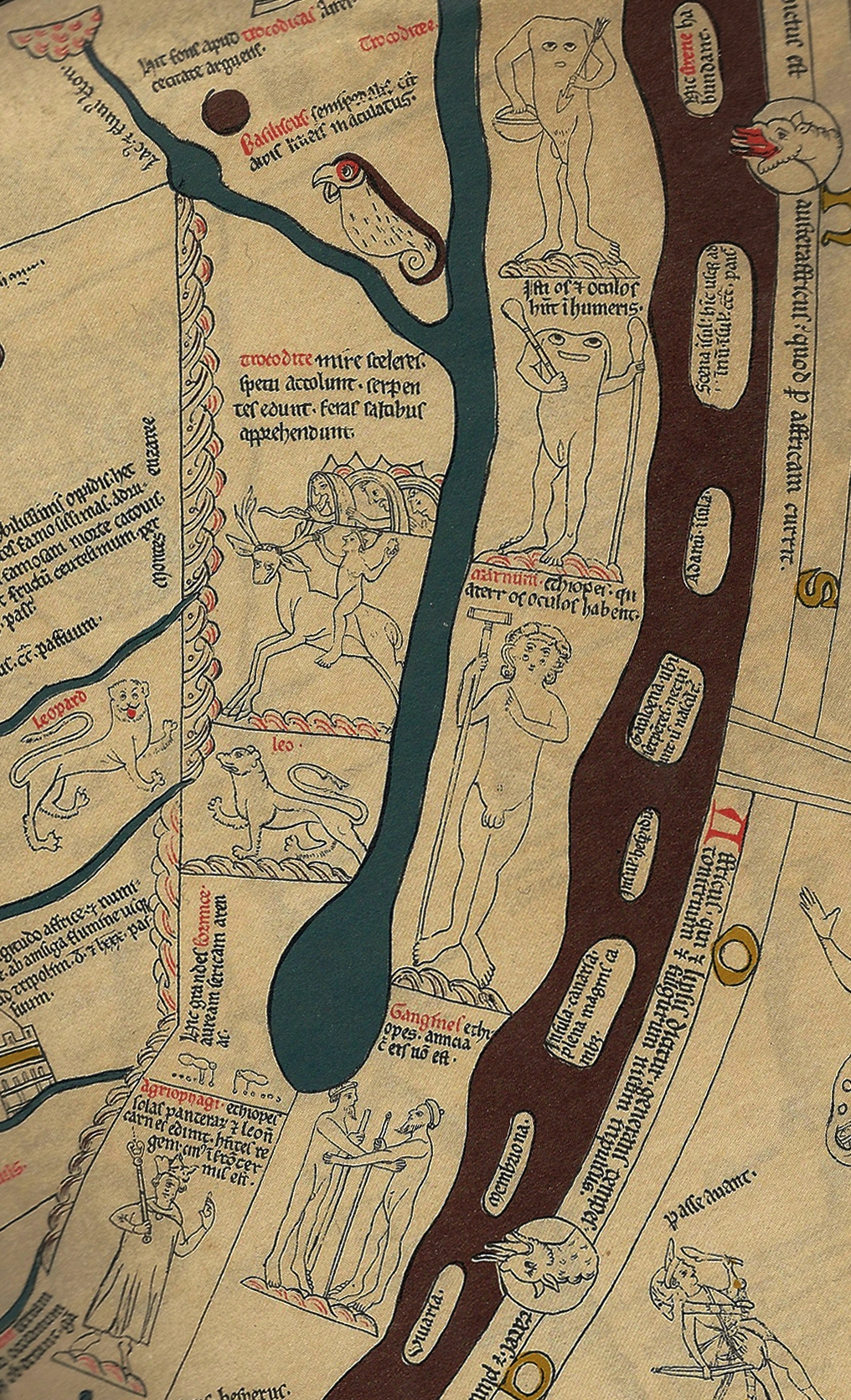
Wundervölker in Afrika südlich des Nils auf der um 1280 entstandenen Weltkarte von Hereford: Ein- und Vieräugige sowie Kopflose mit Augen und Mund in der Brust

In der Kartografie vor und nach der Zeit der großen Entdeckungen wurden solchen Wundervölker und Fabelwesen in bis dahin noch nicht kartografierten Regionen angesiedelt, gemeinsam mit exotischen Tieren Fabeltieren, wie z. B. das Einhorn. Erst später wurde auf ihre Darstellung in Karten verzichtet und noch nicht erforschte Gebiet als weiße Flecken dargestellt.
Auf der Hereford-Weltkarte sind zahlreiche Vertreter der Wundervölker abgebildet: In Afrika befinden sich im Südwesten ein Leopard und ein Basilisk, in Äthiopien ein Einhorn und im Süden fabelhafte Menschenrassen. Südlich von Afrika werden nackte Gangines, vieräugige Maritimi, kopflose Blemmyae, die Psilli, Hermaphroditen, Mundlose, Einfüßer, Ohrenlose im Osten, links davon schon in Asien, die gehörnten Satyren und die Lippenschattler abgebildet. In Asien findet man ein Krokodil, das von einem Mann geritten wird, zwei Drachen auf Ceylon, in Ostindien einen Elefant mit einem Turm auf dem Rücken, einen Kranichschnäbler (ein Mensch mit Gesicht und Hals eines Kranichs) mit Stock, einen Pelikan, der sich die Brust aufreißt, einen Minotaurus, Greife, die gegen Pygmäen kämpfen und zwei kannibalische Anthropophagen, die menschliche Gliedmaßen zerstückeln und verzehren.
Auf der Ebstorfer Weltkarte sind in Afrika Anthropophagen, vieräugige sowie nasen- oder zungenlose Menschen, Kynocephali und Troglodyten dargestellt.

## Theologie
Seit der Antike gab es theologische Auseinandersetzungen mit der Frage, ob es die Wundervölker gebe und wenn ja, ob sie Menschen seien. Davon hing aus kirchlicher Sicht ab, ob auch ihnen das Wort Gottes verkündet werden müsse. Eine frühe und sehr einflussreiche Position formulierte Augustinus: Man müsse zwar nicht glauben, dass es (alle) Wundervölker gebe, aber er ging davon aus, dass Gott Wundervölker ebenso wie einzelne „monströse“ Menschen geschaffen habe. Wenn diese menschlich seien, so müssten sie auch von Adam und Noah abstammen.
Nach der Auffassung der Kirchenväter und Gelehrten waren diese homini monstrosi letztlich Gottes Werk und auch ihnen musste das Evangelium gebracht werden. Häufig wurde eine Abstammung von Kai vermutet, dessen Verfluchung durch Gott an seinen Nachkommen in Form von Anomalien sichtbar geworden sei.

## Skandinavien
Die Altnordische Kosmographie zählt zahlreiche Wundervölker auf, die man in Skandinavien aus der Stjórn (das im 14. Jahrhundert ins Altnorwegische übersetzte Alte Testament) „kannte“. Unter anderem:
- Menschenfresser (Anthropophagi; das aus dem alten Testament bekannte Doppelvolk der Gog und Magog)
- Elternmäster oder Elternfresser (Patrophagi; sind auch Menschenfresser)
- Strohhalmtrinker (= Astomi oder Mundlose)
- Astomes (Kleinmündler)
- Apfelriecher (sonst Astomi – sie leben vom Geruch der Äpfel)
- Allesfresser (Panphagi)
- Giftimmune
- Weißgebärende (Macrobii, werden mit weißen Haaren geboren, dunkeln später nach; identisch mit den Achtfingrigen)
- Langlebige (werden 200 Jahre alt)
- Pilosi
- Ippopodes (mit Perdefüßen)
- Arhines (Flachgesichter; ohne Nase)
- Amycteres (Lippenschattler)
- Zungenlose
- Gramantes (in Afrika)